# Jack Kasley
John Hare Kasley (2 janvier 1916 – 16 juillet 1989) est un nageur américain. Il a représenté les États-Unis aux jeux olympiques d'été de 1936 à Berlin. Il perd en demi-finale du 200 mètres brasse, enregistrant un temps de 2 min 53 s 4,.
Kasley a étudié à l'Université du Michigan, et a nagé pour l'équipe des Michigan Wolverines entre 1935 à 1937. Au cours de ses trois ans, il a remporté trois fois de suite le 200 m papillon au championnat national de la NCAA. Il a également été membre de l'équipe gagnante du relais 300 yards quatre nages (1935, 1936, 1937),.